# Yi I
Yi I ( coreano: 이이; Hanja : 李 珥, 26 de dezembro de 1536 - 1584) foi um filósofo e escritor coreano. Ele foi um dos dois estudiosos confucionistas coreanos mais proeminentes da Dinastia Joseon, sendo o outro seu contemporâneo mais velho, Yi Hwang (Toegye). Yi I é frequentemente referido por seu pseudônimo Yulgok ("Vale das Castanhas"). Ele não é apenas conhecido como um estudioso, mas também como um político e reformador reverenciado. Ele foi o sucessor acadêmico de Jo Gwang-jo.

## Vida
Mestre Yi I nasceu em Gangneung, província de Gangwon, em 1537. Seu pai foi um Quarto Conselheiro de Estado ( jwachanseong 좌찬성) e sua mãe, Shin Saimdang, a talentosa artista e calígrafa. Em seus primeiros anos, ele foi aluno de Baik In-geol, o sucessor de Jo Gwang-jo. Diz-se que aos sete anos de idade ele terminou suas aulas no confucionismo clássicos e foi aprovado no exame literário do Serviço Civil aos 13 anos. Yi I isolou-se em Kumgang-san após a morte de sua mãe quando ele tinha 16 anos e permaneceu por 3 anos, estudando budismo. Ele deixou as montanhas aos 20 anos e se dedicou ao estudo do confucionismo.
Ele se casou aos 22 anos e meio e foi visitar Yi Hwang em Dosan no ano seguinte. Ele passou em exames especiais com honras com uma tese vencedora intitulada Cheondochaek (hangul: 천도 책, hanja: 天道 策, "Livro no Caminho do Céu"), que foi amplamente considerada uma obra-prima literária, exibindo seu conhecimento da história e da Filosofia confucionista da política, e também refletindo seu profundo conhecimento do taoísmo. Ele continuamente recebeu honras em exames civis por 9 vezes consecutivas. Seu pai morreu quando ele tinha 26 anos. Ele serviu em vários cargos no governo desde a idade de 29, e visitou a Dinastia Ming como seojanggwan (hangul: 서장관, hanja: 書 狀 官, oficial de documentos) em 1568. Ele também participou da redação dos Anais de Myeongjong e, aos 34 anos, escreveu Dongho Mundap, um memorial político de onze artigos dedicado a esclarecer sua convicção de que um justo governo poderia ser alcançado.
Devido à sua vasta experiência em diferentes cargos ao longo dos anos, Yi I foi capaz de acumular uma ampla visão da política e com a profunda confiança do rei, tornou-se uma das figuras centrais da política aos 40 anos. Seus muitos documentos e teses foram apresentadas à corte real, mas quando os conflitos políticos aumentaram em 1576, seus esforços foram infrutíferos e ele voltou para casa. Após seu retorno, ele dedicou seu tempo aos estudos e educação de seus discípulos e foi autor de vários livros.
Ele voltou ao cargo aos 45 anos e, enquanto ocupava vários cargos de ministro, produziu muitos escritos que registraram eventos políticos cruciais e mostraram seus esforços para aliviar os conflitos políticos que estavam desenfreados na época. No entanto, o Rei Seonjo foi evasivo em sua atitude e tornou-se difícil para Yi I permanecer em uma posição neutra nos conflitos. Ele deixou o cargo em 1583 e morreu no ano seguinte.
De acordo com a lenda, ele mandou construir um pavilhão perto do vau do rio Imjin durante sua vida e instruiu seus herdeiros a incendiá-lo quando o rei tivesse que fugir de Seul para o norte, para servir de farol. Isso aconteceu durante as invasões de Hideyoshi à Coréia na guerra de Imjin.

## Ensinamentos
Mestre Yi I não era apenas conhecido como filósofo, mas também como reformador social. Ele não concordou completamente com os ensinamentos do neoconfucionismo dualísticos seguidos por Yi Hwang. Sua escola de neoconfucionismo enfatizou os elementos materiais mais concretos; em vez da percepção espiritual interior, esta abordagem prática e pragmática valorizava a experiência externa e o aprendizado. Ao contrário de Yi Hwang, que passou por tempos tumultuados e não gostava de estar na política, Yi I era um funcionário ativo que considerava importante implementar os valores e princípios confucionistas na administração governamental. Ele enfatizou o aprendizado sábio e o autocultivo como a base da administração adequada.
Yi I também é conhecido por sua visão sobre segurança nacional. Ele propôs convocar e reforçar o exército contra um possível ataque japonês. Sua proposta foi rejeitada pelo governo central, sua preocupação foi considerada bem fundada logo após sua morte, durante a guerra de Imjin.

## Trabalhos selecionados
Os escritos publicados de Yi I abrangem 193 trabalhos em 276 publicações em 6 idiomas e 2 236 acervos de biblioteca.
Esta é uma lista dinâmica e pode nunca ser capaz de satisfazer padrões específicos de integridade. Você pode ajudar adicionando itens ausentes com fontes confiáveis.
- Perguntas e respostas (hangul: 동호 문답, hanja: 東湖 問答) - Onze artigos sobre reforma política.[8]
- Memorial em Dez Mil Palavras (hangul: 만언 봉사, hanja: 萬 言 封 事) - Sugestões sobre aprendizagem confucionista, autocultivo e aplicação à administração governamental.[12]
- Os fundamentos dos estudos dos sábios (hangul: 성학 집요, hanja: 聖 學 輯 要) - Fundamentos da ética confucionista, autocultivo e estadismo.[13]
- O Segredo de Expulsar a Ignorância (hangul: 격몽요결, hanja: 擊 蒙 要訣) - Guia sistemático de aprendizagem.[14]
- Registros diários de palestras diante do trono (hangul: 경연 일기, hanja: 經筵 日記) - Registro de eventos e acontecimentos políticos.[15]
- As Obras Completas de Yulgok (hangul: 율곡 전서, hanja: 栗 谷 全書) foram compiladas após sua morte com base nos escritos que ele legou.[16]

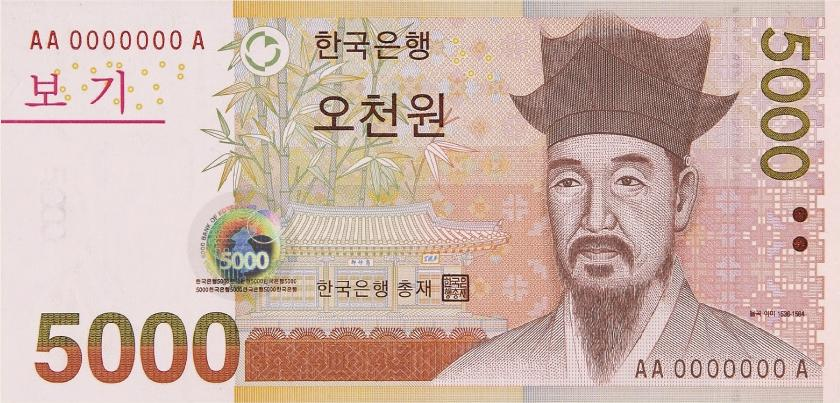
Yi I na nota de 5 000 won atualmente em circulação

## Legado
Yulgongno, uma rua no centro de Seul, leva seu nome em sua homenagem, e ele é retratado na nota de 5 000 won sul-coreana. O "Projeto Yulgok", um projeto de modernização para os militares sul-coreanos, também recebeu o nome dele. 